# Georg Norin
Georg Norin (* 31. August 1909 in Essen; † 2. Januar 1971 in Freiburg) war ein deutscher SS-Sturmbannführer und Apotheker.

## Leben
Georg Norin absolvierte von 1929 bis 1932 in Essen einer Apothekerausbildung. Bis 1934 studierte er an der Universität Freiburg Pharmazie, musste aber währenddessen für die Finanzierung des Studiums als Werkstudent arbeiten. Er schloss am 13. November 1934 sein Studium mit dem pharmazeutischen Staatsexamen ab. Ab Anfang 1935 arbeitete er als angestellter Apotheker in Karlsruhe. Am 3. Juni 1933 trat er der Allgemeinen SS (SS-Nummer 226.546) und zum 1. Mai 1937 der NSDAP bei (Mitgliedsnummer 4.142.648).
Er wurde einberufen und war als KL-Verstärkung von Ende September 1938 bis Anfang November 1938 im KL Buchenwald. Nach einem Jahr Pause erfolgte die erneute Einberufung. Nun wurde er ab 1. September 1939 bis zum Frühjahr 1940 als Apotheker im Hauptsanitätslager (HSL) der Waffen-SS in Berlin-Lichterfelde eingesetzt, welches u. a. die KZs belieferte. Anschließend war er im Stab des Inspektion der Konzentrationslager, wo er von April bis Juni 1940 Leitender Apotheker war. Seine Verwendung von Juli 1940 bis Oktober 1941 in unklar. Im Sommer/Herbst 1941 ging er bis März 1942 als SS-Apotheker in das KZ Sachsenhausen. Anschließend war er bis Kriegsende in der Privatwirtschaft, u. a. später als Geschäftsführer bei der SS-Firma Deutschen Heilmittel GmbH in Prag, tätig, wurde aber Ende 1943 zum SS-Sturmbannführer d. R. befördert. Norin war nur als „garnisonsdienstverwendungsfähig Heimat“ eingestuft, sodass er von einem Fronteinsatz verschont blieb.
Nach dem Krieg ging er erst nach Lörrach, war dann ab Dezember 1950 als Apotheker in Rheinfelden und pachtete dann von Oktober 1952 bis Ende September 1957 eine Apotheke in Weil am Rhein. Im Februar 1958 eröffnete er in Weil am Rhein die Central-Apotheke Georg Norin.
Norin war zweimal verheiratet und hatte drei Kinder.